# I Campanino
I Campanino sono stati un gruppo musicale di rock and roll e beat attivo dal 1957 al 1968; nella fase finale della carriera hanno cambiato per un certo periodo il nome in Big Ben's. Vi hanno preso parte anche il futuro chitarrista dei Formula 3 Alberto Radius e il pianista e compositore Claudio Mattone.

## Storia

### I Campanino
I Campanino nascono a Napoli su iniziativa dei due fratelli Campanino: Franco e Luigi sono figli d'arte, infatti il padre è Girolamo Campanino, noto come Mino Campanino, il celebre musicista maestro di Sergio Bruni e Aurelio Fierro.
Dopo essersi diplomati entrambi al Conservatorio di San Pietro a Majella di Napoli decidono di formare un complesso di rock and roll: in questo periodo Franco, contrabbassista, suona come jazzista nel Southern Jazz Combo, uno dei primi gruppi jazz napoletani, insieme al saxofonista 
Mario Schiano e al chitarrista Aldo Sassone, che viene coinvolto nella formazione del complesso, che trae il nome dal cognome dei due fratelli, i Campanino.
All'inizio il loro repertorio si basa su cover di canzoni americane, ma presto Franco inizia a comporre del materiale proprio; dopo aver partecipato alla trasmissione televisiva Primo applauso condotta da Enzo Tortora, vengono notati da Renato Carosone, che li mette sotto contratto per la sua casa discografica.
Passano poi alla Jolly, e nell'estate del 1958 ottengono un notevole successo alla Bussola di Viareggio, mentre l'anno successivo si esibiscono per molto tempo al Rupe Tarpea di Roma, dove vengono notati da Federico Fellini che li ingaggia per partecipare insieme ad Adriano Celentano (loro compagno di etichetta) al film La dolce vita, in cui il gruppo accompagna il cantante milanese durante l'esecuzione di Ready Steady.
Il loro genere intanto si evolve e passa dal rock'n'roll al beat di stampo inglese; tra le incisioni di questo periodo lo strumentale Tellstar, Solo per un'estate e Forza papà (cover di Muskrat ramble).
Nel 1965 Luigi abbandona il gruppo per via del servizio militare e viene sostituito da Claudio Mattone, proveniente dal complesso di Totò Savio: poco prima era entrato nei Campanino un giovane chitarrista romano, Alberto Radius, e con questa formazione il gruppo fa numerose serate insieme all'Equipe 84.
Proprio in questa occasione Franco fa ascoltare una sua canzone, Un giorno tu mi cercherai, al gruppo di Vandelli che decide di presentarla al Festival di Sanremo 1966.
Luigi intanto riscuote un discreto successo come autore con Notte d'estate, che partecipa al Festival di Napoli 1965 interpretata da Lucia Valeri e Carlo Missaglia.

### I Big's Ben
I Campanino nel 1965 cambiano casa discografica, passando all'Ariston Records, e decidono di cambiare il nome in Big's Ben (anche a causa dell'assenza forzata di uno dei due Campanino, Luigi, partito per il servizio militare).
Con questa denominazione incidono alcuni 45 giri in stile merseybeats, e si esibiscono vestiti con la bombetta, facendo anche attenzione al look, ma senza grossi riscontri commerciali.
Musicalmente sono però da citare i brani Pensare a te (caratterizzato dalla presenza di un quartetto d'archi che accompagna la canzone sullo stile di As tears go by dei Rolling Stones) e Una ragazza facile (con il testo scritto da Mogol), in cui la chitarra di Radius è particolarmente in evidenza; il retro, Tu non sai niente dell'amore, ha il testo scritto da Franco Califano (la musica è di Franco Campanino), e Radius canta nei cori.

### Il ritorno dei Campanino
Con il ritorno di Luigi, il complesso riprende la vecchia denominazione, tornando a incidere per l'etichetta La Mela, mentre Radius abbandona il gruppo per diventare il chitarrista di Simon & Penny; entra inoltre un nuovo e giovane batterista, Gianni Averardi (in seguito fondatore e componente de Il Giardino dei Semplici).
Partecipano al Festival di Napoli 1967 con Carulina nun parte cchiù (in abbinamento con Teo Teocoli), curioso esempio di beat in napoletano con testo scritto da Nisa.
Nello stesso periodo Franco e Luigi aprono, insieme alla sorella Gloria il locale La Mela, ed una casa discografica con lo stesso nome che si dedica alla scoperta di giovani talenti partenopei.
Incidono la canzone Non si può leggere nel cuore, scritta da Franco Califano e Totò Savio, in seguito ripresa dagli Showmen e Il Giardino dei Semplici.
Nel 1968 partecipano a Un disco per l'estate con Ore senza te, che però non raggiunge la finale; Franco continua a scrivere canzoni per altri artisti, come ad esempio Pilar per Roby e gli Hippies.
Nel decennio successivo Franco Campanino si dedicherà alla composizione di colonne sonore, mentre Luigi diventerà un direttore d'orchestra di musica lirica.
Il 1º ottobre 2016 muore Luigi Campanino.

## Discografia
EP
- 1958 – I Campanino (Jolly, EPJ 1025)
- 1958 – I Campanino (Jolly, EPJ 1040)
- 1959 – I Campanino (Jolly, EPJ 1041)

Singoli
- 1958 – T'amerò/I quattro ciucci (Jolly, J 20019)
- 1958 – T'aggia di 'na cosa/Ma è proprio 'o vero? (Jolly, J 20020)
- 1958 – Buona sera signorina/Ci vedremo domani (Jolly, J 20026)
- 1958 – Concerto d'autunno/'o Saracino (Jolly, J 20027)
- 1958 – I Love You forestiera/Baby Baby Baby (Jolly, J 20029)
- 1958 – Non partir/Gennarino twist (Jolly, J 20030)
- 1959 – Ma-Ma non mi sgridare più/Bye Bye love (Royal, QCN 1036)
- 1959 – Nun me guardà/Wan't You Give Me a Chance (Royal, QCN 1037)
- 1960 – Girotondo d'amore/Nun venì (RCA Camden, CP 109)
- 1961 – Luna lunera/Munastero 'e santa Chiara (Sahara, SAH 9001)
- 1961 – Sera serena/Solo per un'estate (Sahara, SAH 9002)
- 1962 – Perfidia/Que dirà la gente (Sahara, SAH 9014)
- 1963 – Forza papà/Elisabetta (Galleria del Corso, GC 071)
- 1963 – Twist Time/M come madison (Galleria del Corso, GC 072)
- 1963 – Telstar/I Got No Money (Galleria del Corso, GC 082)
- 1963 – Menina moça/Di me nostalgia (Galleria del Corso, GC 083)
- 1964 – Non sei mai uguale/Cin cin (cheat cheat) (Galleria del Corso, GC 106)
- 1965 – Una ragazza facile/Tu non sai niente dell'amore (Ariston Records, Ar 0108) (pubblicato come Big Ben's)
- 1965 – Come vuoi tu/Tu non sai niente dell'amore (Ariston Records, Ar 0109) (pubblicato come Big Ben's)
- 1965 – Allontanati da me/Memphis, Tennessee (Ariston Records, Ar 0110) (pubblicato come Big Ben's)
- 1966 – Come vuoi tu/C'è chi per amore (Ariston Records, Ar 0120) (pubblicato come Big Ben's)
- 1966 – Pensare a te/Un long playing di baci (Ariston Records, Ar 0139) (pubblicato come Big Ben's)
- 1967 – Carulina nun parte cchiù/Nun ce capimmo cchiu (Vis Radio, VLMQN 056406)
- 1967 – Non si può leggere nel cuore/Prendi una margherita (La Mela, LM 5000)
- 1968 – Ore senza te/Un gigante crollerà (La Mela, LM 5001)

Apparizioni
- 1967 – XV festival della canzone napoletana (Vis Radio, ViMT 08452) con il brano Carulina nun parte cchiù
- 2003 – Beat and Pop (On Sale Music, 52 OSM 065) con il brano Carulina nun parte cchiù
- 2003 – Rhythm and Pop (On Sale Music, 52 OSM 066) con i brani Non si può leggere nel cuore e Prendi una margherita

## Formazione
- Franco Campanino: voce, basso
- Luigi Campanino: pianoforte (1958-1964 e 1967)
- Claudio Mattone: pianoforte (1965)
- Aldo Sassone: chitarre (1958-1964)
- Alberto Radius: chitarre (1964)
- Alvaro Vicencio: sax e flauto
- Ugo Fiorenzano: batteria (fino al 1964)
- Gianni Averardi: batteria (dal 1967 in poi)

Formazione Big Ben's
- Franco Campanino: voce, basso
- Claudio Mattone: pianoforte
- Alberto Radius: chitarre
- Leopoldo Rainone: batteria

## Filmografia
- I guappi, regia di Pasquale Squitieri (1974)
- Professore venga accompagnato dai suoi genitori, regia di Mino Guerrini (1974)
- L'ambizioso, regia di Pasquale Squitieri (1975)
- Fango Bollente, regia di Vittorio Salerno (1975)
- Lettomania, regia di Vincenzo Rigo (1976)
- Napoli si ribella, regia di Michele Massimo Tarantini (1977)
- Stringimi forte papa, regia di Michele Massimo Tarantini (1978)
- Avere vent'anni, regia di Fernando Di Leo (1978)
- L'insegnante viene a casa, regia di Michele Massimo Tarantini (1978)
- L'insegnante al mare con tutta la classe, regia di Michele Massimo Tarantini (1980)
- Italiani a Rio, regia di Michele Massimo Tarantini (1987)